# Gledičija
Gledičija (trnovac; lat. Gleditsia), biljni rod iz porodice mahunarki smješten u tribus Caesalpinieae. 
Pripada mu 13 vrsta drveća iz Azije i Amerike. Poznatija i tipična vrsta je američki trnovac, Gleditsia triacanthos L.

## Vrste
1. Gleditsia amorphoides (Griseb.) Taub.
2. Gleditsia aquatica Marshall
3. Gleditsia assamica Bor
4. Gleditsia australis Hemsl.
5. Gleditsia caspica Desf.
6. Gleditsia fera (Lour.) Merr.
7. Gleditsia japonica Miq.
8. Gleditsia microphylla Gordon ex Isely
9. Gleditsia pachycarpa Balansa ex Gagnep.
10. Gleditsia rolfei S.Vidal
11. Gleditsia saxatilis Z.C.Lu, Y.S.Huang & Yan Liu
12. Gleditsia sinensis Lam.
13. Gleditsia triacanthos L.
14. Gleditsia ×texana Sarg.